# ليلى فليتشير
ليلى فليتشير هي عازفة بيانو وملحنة كندية، ولدت في 12 أغسطس 1899 في هاميلتون في كندا، وتوفيت في 9 أبريل 1988.